# Codi font (pel·lícula)
Codi font (títol original en anglès, Source Code) és una pel·lícula estatunidenca de 2011 de ciència-ficció dirigida per Duncan Jones i protagonitzada per Jake Gyllenhaal, Michelle Monaghan, Vera Farmiga i Jeffrey Wright.

## Argument
El capità Colter Stevens (Jake Gyllenhaal) es desperta en un tren a tota velocitat sense saber com hi ha arribat. Davant seu hi ha assegut una noia maca anomenada Christina (Michelle Monaghan), que ell no coneix, tot i que ella li demostra que el coneix. Després de refugiar-se als lavabos del tren, queda sorprès en veure al mirall el reflex d'un altre home, a més de targetes de crèdit i documents a la seva cartera que pertanyen a un professor d'escola anomenat Shawn Fentress. Tot seguit es produeix una explosió en el tren.
Immediatament després, l'Stevens és transportat a una unitat d'aïllament d'alta tecnologia, on una dona amb uniforme militar anomenada Colleen Goodwin (Vera Farmiga) exigeix que li narri tot el que ha vist a l'interior del tren. En Colter Stevens estava immiscuït en una perillosa missió per identificar un terrorista que havia destruït poques hores abans un tren i que té previst de matar milions de persones amb una explosió molt més potent al centre de Chicago. Un avançat programa d'alt secret, el nom clau del qual és Codi Font, permetrà que en Colter Stevens existeixi breument en una realitat paral·lela per poder saber qui va causar l'atemptat.
Cada cop que torna al tren, en Colter Stevens disposa només de vuit minuts per descobrir la identitat del perillós terrorista. De mica en mica anirà descobrint noves pistes i s'adonarà que pot evitar l'explosió del tren a Chicago sempre que no s'esgoti el temps.

## Recepció

### Resposta crítica
Segons la pàgina d'Internet Rotten Tomatoes va obtenir un 91% de comentaris positius, amb la conclusió: "La recerca de la història humana dins l'acció, el director Duncan Jones i un carismàtic Jake Gyllenhaal obtenen un intel·ligent i satisfactori thriller de ciència-ficció." Peter Travers escrigué per a Rolling Stone que "pensa en Atrapat en el temps transformant-se de comèdia a thriller i tindràs una idea de la complexa trama de Source Code." Roger Ebert va assenyalar que "un enginyós thriller […] una pel·lícula de la qual perdonaràs l'absurditat perquè et deixarà bocabadat." Segons la pàgina d'Internet Metacritic va obtenir un 74% de crítiques positives basades en 41 comentaris.

### Èxit comercial
Va estrenar-se el 2011, va debutar en segona posició en la taquilla dels Estats Units amb 14 milions de dòlars, amb una mitjana de 5.002 dòlars per sala, per davant d'Insidious i rere de Hop. Va recaptar 54 milions als Estats Units, i amb la suma de les recaptacions internacionals va arribar a obtenir 123 milions.